# Felinger Attila
Felinger Attila (Pécs, 1961. június 15. –) Akadémiai Díjas és Széchenyi-díjas magyar kémikus, a Pécsi Tudományegyetem TTK Analitikai és Környezeti Kémia Tanszék tanszékvezető egyetemi tanára, az PTE Általános Orvostudományi Kar Bioanalitikai Intézetének igazgatója, a Magyar Tudományos Akadémia rendes tagja. A Pécsi Tudományegyetem tudományos és innovációs rektorhelyettese.

## Élete
1985-ben okleveles vegyészmérnöki végzettséget majd 1988-ban egyetemi doktori címet szerzett a Veszprémi Vegyipari Egyetemen (ma Pannon Egyetem). 1993-ban a kémiai tudomány kandidátusa lett, majd 2000-ben megszerezte a Magyar Tudományos Akadémia doktora címet. 2001-ben a Veszprémi Egyetem habilitált doktora lett. 2009-től a Magyar Elválasztástudományi Társaság elnöke. 2016-ban a Magyar Tudományos Akadémia levelező, 2022-ben rendes tagjának választották.
Pályafutása első 20 évét a Veszprémi Egyetemen töltötte. 2005-ben átkerült a Pécsi Tudományegyetemre, mint egyetemi docens, majd 2006-ban kinevezték egyetemi tanárnak.
Kutatási területe az analitikai kémia, az elválasztástudomány és a kemometria.